# Shahid Ashrafi Esfahani Airport
Shahid Ashrafi Esfahani Airport är en flygplats i Iran. Den ligger i den västra delen av landet, 400 km väster om huvudstaden Teheran. Shahid Ashrafi Esfahani Airport ligger 1 310 meter över havet.
Terrängen runt Shahid Ashrafi Esfahani Airport är varierad. Runt Shahid Ashrafi Esfahani Airport är det ganska tätbefolkat, med 185 invånare per kvadratkilometer. Närmaste större samhälle är Kermānshāh, 9,2 km väster om Shahid Ashrafi Esfahani Airport. Trakten runt Shahid Ashrafi Esfahani Airport består till största delen av jordbruksmark.